# Coussarea flava
Coussarea flava är en måreväxtart som beskrevs av Eduard Friedrich Poeppig. Coussarea flava ingår i släktet Coussarea och familjen måreväxter. Inga underarter finns listade i Catalogue of Life.